# Aulospongus gardineri
Aulospongus gardineri är en svampdjursart som först beskrevs av Arthur Dendy 1922.  Aulospongus gardineri ingår i släktet Aulospongus och familjen Raspailiidae. Inga underarter finns listade i Catalogue of Life.